# Пробуй, не зупиняйся. Коли востаннє ви щось робили вперше
Пробуй, не зупиняйся. Коли востаннє ви щось робили вперше (англ. Poke the Box by Seth Godin) - книжка американського підприємця та маркетолога Сета Ґодіна, автора світових бестселерів «Фіолетова корова», «Лідер є у кожному. Племена в епоху соціальних мереж», «Усі ми трохи дивакуваті». Вперше опублікована в 2011 році. 

## Огляд книги
Ми відправляємо дітей до школи і постійно хвилюємося про їхні оцінки, поведінку та відповідність вимогам суспільства; шукаємо порад з досвіду колег та намагаємось уникати помилок; інвестуємо в компанії, які показують високі результати за останній квартал, але не цікавимось чим вони займались вчора. Тоді чому ми дивуємось, коли все рушиться?
Наша економіка нестабільна, але ми діємо так ніби цього не помічаємо. Ваше місце в світі визначається тим, що ви провокуєте та як реагуєте на події в вашому житті. В постійно мінливому світі єдине, що відіграє важливу роль - ваша здатність провокувати зміни та засвоювати з цього уроки. 
Основне питання книги звучить так: «Коли ви востаннє робили щось вперше?». Мало хто з нас виступає ініціаторами, коли справа доходить до того, щоб щось змінити на роботі чи в житті. 
Дана книга - це маніфест Сета Ґодіна, який закликає створювати те, що в дефіциті та, відповідно, має високу цінність. Потрібно не просто стояти і чекати знак згори, а натомість починати малювати свою мапу руху. Вам відомо як це робити, ви навіть робили це раніше, варто тільки насмілитись на перший крок до позитивних змін. 

## Переклад українською
- Ґодін, Сет. Пробуй, не зупиняйся. Коли востаннє ви щось робили вперше / пер. Зорина Корабліна. К.: Наш Формат, 2016. —  96 с. — ISBN 978-617-7279-60-9